# 1337
Évszázadok: 13. század – 14. század – 15. század
Évtizedek: 1280-as évek – 1290-es évek – 1300-as évek – 1310-es évek – 1320-as évek – 1330-as évek – 1340-es évek – 1350-es évek – 1360-as évek – 1370-es évek – 1380-as évek
Évek: 1332 – 1333 – 1334 – 1335 –  1336 – 1337 – 1338 – 1339 – 1340 – 1341 – 1342

## Események
- március 17. – A Cornwalli Hercegség alapítása, első hercege Eduárd walesi herceg lesz.
- A százéves háború kezdete Anglia és Franciaország között.[1]
- június 25. – II. Péter szicíliai király apja II. Frigyes halála után egyeduralkodó lesz (még 1342-ig uralkodik).
- Károly Róbert békét köt az osztrák herceggel.

## Születések
- III. Róbert skót király († 1406).
- I. Lajos szicíliai király († 1355).

## Halálozások
- június 7. - I. Vilmos hainaut-i gróf
- június 25. – II. Frigyes szicíliai király (* 1271).
- Angelo da Clareno, itáliai ferences hittudós.

## Egyéb
Főként internetes közegben az 1337 az ún. "leet" beszéd szinonimája, lásd 1337.